# Super Notícia
Super Notícia é um jornal do Brasil publicado desde 1 de maio de 2002 na cidade de Belo Horizonte, Brasil. É editado pela Sempre Editora, com o formato de tabloide e temática popular.

## Histórico
Inicialmente com tiragem de quatro mil exemplares diários em Belo Horizonte, passou a ser editado pelo IVC em novembro de 2004, quando vendia, por dia, uma média de 6,7 mil exemplares. Dois anos depois, com o auxílio de promoções, passou de uma tiragem diária de quinze mil exemplares para 131 mil em apenas seis meses, quando também multiplicou por dez a equipe de ambulantes que ajudava a alavancar as vendas.
Em 27 de abril de 2009, a tiragem do jornal atingiu 379 140 exemplares, com "a maior vendagem de jornais já registrada em toda a história da imprensa mineira" até então. No ano seguinte, atingiu a média de tiragem diária de 295 mil exemplares, superando a Folha de S.Paulo, que perdeu a liderança desse ranking, que ocupava desde 1986.
O Super Notícia segue uma linha editorial que privilegia manchetes de grande destaque, textos reduzidos e prestação de serviços públicos, voltada principalmente á população das classes C e D, sendo vendido a preço acessível (cinquenta centavos). Seu principal foco é em notícias de esportes, serviços à comunidade, notícias de polícia, mundo das celebridades e promoções exclusivas. O jornal conquistou o posto de mais vendido em 2006, quando chegou à marca de 79 378 exemplares vendidos diariamente em Minas em janeiro.